# Sikorcin Ladislav
Sikorcin Ladislav (Illava, Szlovákia 1985. október 14. –) szlovák születésű magyar válogatott jégkorongozó.

## Pályafutása
Az édesanyja, és anyai nagyszülei révén magyar származású Sikorcin 4 évesen kezdett el korcsolyázni. 2007-ig a nevelőegyesületénél a HK Dukla Trenčínnél játszott, ahol egészen korán mindössze 17 évesen mutatkozott be a juniorok között. A 2003/04-es szezon vége felé a felnőtt extraligás csapatban is pályára léphetett, így egyszeres szlovák bajnoknak is vallhatja magát. Miután a 2007-2008-as szezont a MsHK Žilina színeiben játszotta végig, 2008 nyarán az Újpesthez igazolt. Egy szezont töltött a HSC Csíkszereda csapatában. Később a Sapa Fehérvár AV19, majd az UTE játékosa volt.
2011. április elsején szerezte meg a magyar állampolgárságot, így a magyar válogatott tagjaként léphetett pályára a budapesti rendezésű divízió 1-es világbajnokságon.
2021 augusztusában bejelentette a visszavonulását.